# Dejan Vinčić
Dejan Vinčić (Slovenj Gradec, 15 de setembro de 1986) é um jogador de voleibol esloveno que atua na posição de levantador.

## Carreira

### Clube
Vinčić começou sua carreira pelo Šoštanj Topolšica, atuando de 2004 a 2006. Jogou pelo Salonit Anhovo nas duas temporadas seguintes. Conqusitou 4 títulos do Campeoanato Esloveno atuando pelo ACH Volley Ljubljana de 2008 a 2012.
Em 2012 o levantador teve uma breve passagem pelo voleibol polonês atuando pelo PGE Skra Bełchatów, conquistando o título da Supercopa Polonesa de 2012. No ano seguinte jogou a temporada 2013–14 pelo Maliye Milli Piyango Ankara, no voleibol turco. Em 2014 o levantador estreou no voleibol francês atuando pelo Narbonne Volley. Em 2017 voltou a atuar no voleibol turco, competindo pelo Halkbank Ankara.
Em 2017 voltou a atuar no voleibol polonês, dessa vez competindo pelo Cerrad Enea Czarni Radom, de 2017 a 2020. No ano seguinte estreou no voleibol alemão após fechar contrato com o VfB Friedrichshafen, por onde conquistou o título da Copa da Alemanha de 2021–22.
Após três temporadas pelo clube alemão, Vinčić foi anunciado como o novo capitão do Rapid București para comandar a equipe no campeonato romeno.

### Seleção
Vinčić estreou na seleção adulta eslovena em 2007 pelo Campeonato Europeu, onde terminou na 16ª colocação. O levantador foi vice-campeão do Campeonato Europeu nas edições de 2015, 2019 e 2021.

## Títulos
ACH Volley Ljubljana
- Campeonato Esloveno: 2008–09, 2009–10, 2010–11, 2011–12
- Copa da Eslovênia: 2008–09, 2009–10, 2010–11, 2011–12
- Liga da Europa Central: 2009–10, 2010–11

PGE Skra Bełchatów
- Supercopa Polonesa: 2012

VfB Friedrichshafen
- Copa da Alemanha: 2021–22

## Clubes
| Anos      | Clube                       |
| --------- | --------------------------- |
| 2004–2006 | Šoštanj Topolšica           |
| 2006–2008 | Salonit Anhovo              |
| 2008–2012 | ACH Volley Ljubljana        |
| 2012–2012 | PGE Skra Bełchatów          |
| 2013–2014 | Maliye Milli Piyango Ankara |
| 2014–2015 | Narbonne Volley             |
| 2015–2016 | Beauvais Oise UC            |
| 2016–2016 | Yenisei Krasnoyarsk         |
| 2016–2017 | Halkbank Ankara             |
| 2017–2020 | Cerrad Enea Czarni Radom    |
| 2020–2023 | VfB Friedrichshafen         |
| 2023–     | Rapid București             |

## Prêmios individuais
- 2015: Liga Europeia – Melhor levantador e MVP